# Gaspard de la nuit (Ravel)
Gaspard de la nuit: Drie gedichten voor piano naar Aloysius Bertrand is een drieluik voor solopiano van Maurice Ravel uit 1908.

## De compositie
Het stuk staat algemeen bekend als moeilijk speelbaar. Ravel was onder de indruk van Islamej van de Russische componist Mili Balakirev en wilde een compositie schrijven die moeilijker was. Samen met werken van Charles-Valentin Alkan en Kaikhosru Shapurji Sorabji ziet men het als een van de technisch moeilijkste stukken voor pianosolo die gecomponeerd zijn, maar er zijn composities die als nog moeilijker beschouwd kunnen worden, zoals van Iannis Xenakis, Michael Finnissy, Leopold Godowsky en Frederic Rzewski.
De componist zei volgens pianist Vlado Perlemuter over dit werk: "Ik wilde een karikatuur maken van de romantiek. Misschien ben ik daar te ver in gegaan."
Gaspard de la nuit ging in première op 9 januari 1909 in Parijs bij een concert van de Société nationale de musique. De pianist was de Spanjaard Ricardo Viñes, een vriend van Ravel die meer premières gaf van diens pianowerken. Het werk inspireerde later Olivier Messiaen. De autograaf bevindt zich in het Harry Ransom Humanities Research Center van de Universiteit van Texas in Austin, Texas

## De gedichten
Als inspiratiebron voor de drie pianostukken koos Ravel drie prozagedichten Ondine, Le Gibet en Scarbo uit de bundel Gaspard de la Nuit — Fantaisies à la manière de Rembrandt et de Callot van Aloysius Bertrand (1807-1841), geschreven in 1836 en postuum gepubliceerd in 1842. De eerste druk bevatte veel fouten, die pas zijn gecorrigeerd in 1925, zeventien jaar nadat Ravel de gedichten gebruikte voor zijn pianocompositie.  
Hieronder de prozagedichten (door de dichter "fantasieën" genoemd) zoals die in Ravels partituur staan in de originele eerste uitgave uit 1908: 

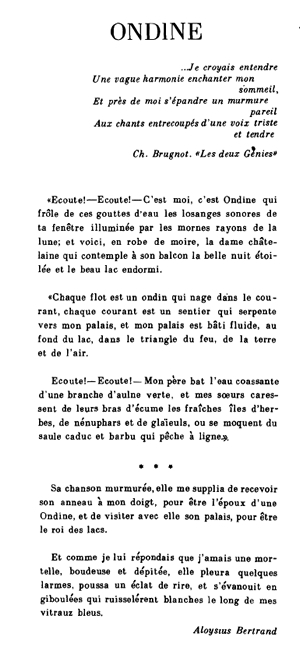
1. Ondine, opgedragen aan Harold Bauer
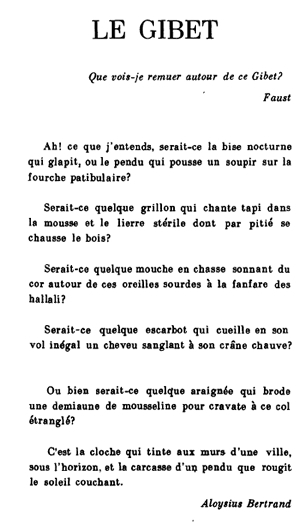
2. Le Gibet, opgedragen aan Jean Marnold
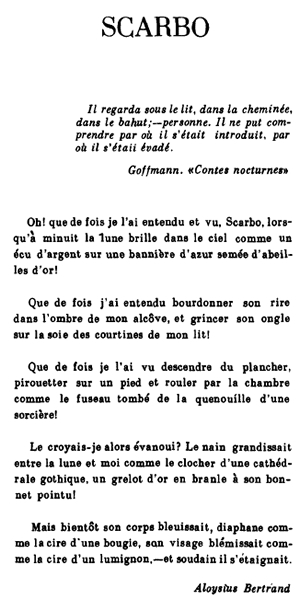
3. Scarbo, opgedragen aan Rudolph Ganz

## De muziek

### Ondine

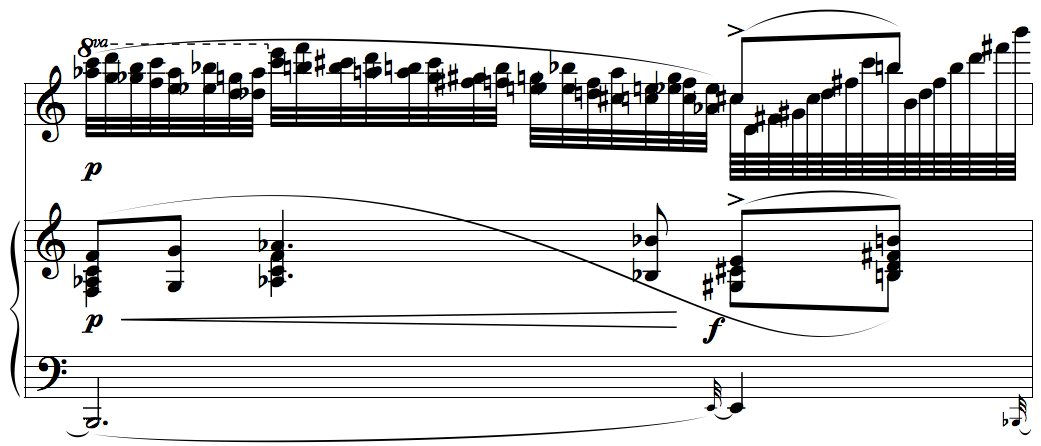
Fragment uit Ondine

Ondine is een verhaal over een waterfee, die zingt om de voorbijganger te verleiden en die mee te nemen naar haar rijk, diep op de bodem van de zee, in een driehoek van water, vuur en aarde. Het stuk bevat technische uitdagingen voor de rechterhand, zoals wilde cadensen, filigrain passagewerk, snelle akkoordwisselingen, glissandi, koraalachtige motieven en veel chromatiek. Het is een van de meest geraffineerde pianostukken uit de gehele literatuur, volkomen aangepast aan het instrument waarvoor het geschreven is; het is pianomuziek die op geen enkel ander instrument ook maar enigszins tot zijn recht zou komen.

### Le Gibet
Le Gibet ('de galg') is een angstaanjagend werk, waarin de luisteraar met verbazing aanschouwt waar hij getuige van is. "Er weerklinkt een klok tegen de muren van een stad met aan de horizon het karkas van een gehangene, roodgekleurd door de ondergaande zon". Het zijn reeksen verticale akkoorden achter elkaar geplaatst, waarbij zich van het begin tot het slot een ostinato bes laat horen (‘C’est la cloche qui tinte aux murs d’une ville, sous l’horizon, et la carcasse d’un pendu que rougit le soleil couchant’, aldus Aloysius Bertrand in Gaspard de la Nuit). Ravel heeft dit deel opgedragen aan zijn vriend Jean Marnold omdat dit stuk het gemakkelijkste is van de drie, maar eigenlijk is het de plaats voor de critici (“c’est l’emplacement réservé à MM. les critiques....”).

### Scarbo
Scarbo is een klein vijandig wezen — half trol, half geest — een duivelse dwerg, die pirouettes maakt, plots verschijnt en weer verdwijnt, je bang maakt in je eigen huis. Een scène als een nachtmerrie. Scarbo zou "scarabée" (mestkever) kunnen betekenen, maar waarschijnlijker is als bron het werkwoord scare, dat schrikken  betekent, verwant aan het Engelse to scare, bang maken. In tegenstelling tot het statische Le Gibet is Scarbo een wild en beweeglijk stuk. De technische moeilijkheden van het stuk zijn wilde arpeggio’s, zich snel herhalende noten en moeilijke handbewegingen, sprongen en verbindingen van wijd uiteen liggende akkoorden.